# Fégréac
Fégréac település Franciaországban, Loire-Atlantique megyében. Lakosainak száma 2257 fő (2022. január 1.). Fégréac Rieux, Théhillac, Avessac, Guenrouet, Plessé, Saint-Nicolas-de-Redon és Sévérac községekkel határos.

## Népesség
A település népességének változása:
| Lakosok száma | 1835 | 1752 | 1874 | 2131 | 2356 | 2440 | 2445 | 2349 | 2302 | 2257 |
|               | 1968 | 1982 | 1990 | 2006 | 2013 | 2015 | 2017 | 2019 | 2020 | 2022 |